# M/S Kinnekulle
M/S Kinnekulle var en svensk segelskuta av typen tremastad skonert, som råkade ut för brand ombord och övergavs. Inga spår av besättningen har kunnat uppbringas. M/S före fartygsnamnet står för motorseglare.

## Beskrivning
Kinnekulle byggdes som harpunfartyg på ett varv i Tønsberg, Norge. Hon  levererades till A/S Sevilla, fick namnet Gun 7 och tjänstgjorde i Södra Ishavet. Gun 7 var på 300 ton dw och utrustad med ångmaskin på 1 100 hk. Hon var byggd i stål, 33,34 m lång och 6,55 m bred.

## Historik
År 1926 köpte ”maskinisten” Klas August Andersson i Karlshamn Gun 7 och lät bygga om henne till en skonare med tre master vid Karlshamns skeppsvarv. Ångmaskinen byttes ut till en dieselmotor på 180 hk. Andersson döpte skonaren till Vitus och ägde henne till 1937, då hon såldes till A.K. Fernströms Granitindustrier i Karlshamn och fick namnet Granita. Efter den andra världskriget såldes Granita till Rederi AB Kinnekulle i Lidköping och fick namnet Kinnekulle.
M/S Kinnekulle lastade kolbriketter i den polska staden Ustka och lämnade hamnstaden den 18 februari 1948 med destination Helsingborg.
En dansk fiskebåt påträffade ett drivande och nedisat fartyg den 20 februari nio distansminuter sydost om Rødvig på Själland. Ingen besättning syntes till och ingen svarade på deras anrop. Fiskebåtsr från Rødvig bogserade fartyget till Rødvigs hamn.

### Besättning
Under den sista resan bestod besättningen av:
- Bertil Johansson (1913), befälhavare, Hjärtum
- Sixten Henriksson (1919), styrman, Lidköping
- Johan Wiström (1920), kock, Göteborg
- Åke Karlsson (1923), lättmatros, Torhamn
- Algot Hansson (1925), jungman, Hogdals Nordby
- Erik Johansson [1929], jungman, Örkelljunga
- Ryszard Mlodziewski, jungman, Ustka, Polen